# Mimascaptesyle terioides
Mimascaptesyle terioides är en fjärilsart som beskrevs av Clayton Dissinger Mell 1922. Mimascaptesyle terioides ingår i släktet Mimascaptesyle och familjen bastardsvärmare. Inga underarter finns listade i Catalogue of Life.